# Oizon
Oizon är en kommun i departementet Cher i regionen Centre-Val de Loire i de centrala delarna av Frankrike. Kommunen ligger  i kantonen Aubigny-sur-Nère som tillhör arrondissementet Vierzon. År 2022 hade Oizon 667 invånare.

## Befolkningsutveckling
Antalet invånare i kommunen Oizon
Referens:INSEE